# کریم ذکری
کریم ذکری (عربی: كريم ذكري؛ زادهٔ ۱۰ مهٔ ۱۹۸۵) یک ورزشکار اهل مصر است.
از باشگاه‌هایی که در آن بازی کرده‌است می‌توان به باشگاه ورزشی زمالک، باشگاه فوتبال المصری، و باشگاه فوتبال المصری، و تیم ملی فوتبال مصر اشاره کرد.
وی همچنین در تیم ملی فوتبال Egypt U21 بازی کرده است.